# عبد الكريم أبو الشيح

الشاعر عبد الكريم

عبد الكريم أحمد أبو الشيح، (18 نوفمبر 1961 -) شاعر أردني. عرف عنه توجهه القومي، ومساندته لقضايا الأمة العربية. ولد في الأردن، وهو من مدينة الرمثا. تخصص في اللغة العربية من جامعة اليرموك الأردنية وتخرج منها سنة 1985 بدرجة بكالوريوس. وهوعضو في رابطة الكتاب الأردنيين، عضو الاتحاد العام للأدباء والكتاب العرب، وحركة شعراء من العالم، عضو اتحاد كتاب الإنترنت العرب، وأمين سر منتدى الرمثا الثقافي، ورئيس لجنة الشعر في مهرجان الرمثا للشعر العربي حتى عام 2012، وشارك في العديد من الأمسيات والمهرجانات الشعرية والمجلات الأدبية، ورئيس لجنة الشعر في مهرجرن الشعر العربي/ الملتقى الأردني للتنمية الثقافية.

## أعماله
له عدة دواوين شعرية منها:
- إياك أعني، إربد/الأردن 2003
- كومة أحلام، (بدعم من وزارة الثقافة)، إربد/الأردن 2007
- دوائر الجنون، (إصدارات إربد مدينة الثقافة الأردنية)، عمان/الأردن 2007
- السَفر في مدارات الوجود: بدعم من وزارة الثقافة الأردنية، دار الجنان للنشر والتوزيع /عمان 2013
- مدارات التأويل. صدر عن دائرة الثقافة والإعلام في الشارقة / الشارقة 2017
- نمنمات على خاصرة الريح/كتاب في العشق 2022 /دار الأن ناشرون وموزعون بدعم من وزارة الثقافة الأردنية

### قصائد
ومن قصائده:

#### طينٌ أنت
هذي سيرتك الأولى:
طينٌ أنت فخفـّف وطأكَ فوق أديم الحلم ولا 
تقفز فوق رغيف الخبز إلى فوهة البركانْ
قد تكسرُ ساق الطينِ وقد
يتحرك ماءٌ فيهِ فيغضبُ إذ ذاكَ الطيـّانْ
يتبرّأ منكَ ومما خِطتَ من الكلمات ِ شفيفَ ثيابٍ
لرؤاكَ فيعلنُ أنـّكَ نمرودُ العصيانْ 
خالفتَ تعاليم الجوع فحقَّ عليكَ الشعرُ 
وحقَّ على مائكَ أن يبقى يركضُ مغترباً في الوديانْ
خفـّفْ وطأكَ يا هذا فوقَ أديم الحلم ِ ولا...
لكن 
هي سيرتكَ الأولى 
هل تقدرُ أن تخلعَ ثوب الحكمةِ والشعر وأنْ
تذعنَ للطين الرابض فيكَ لتظهرَ فوق أديم ِ
المرآة كما كان تشهـّاك السلطانْ
أي تبدوَ في عينيهِ على هيئة إنسانْ 
خفف وطأكَ ... 
طينٌ أنتَ 
وما هذا الحلمُ الخافقُ فيكَ
سوى ..هذيــــــــانْ
وقصيدة:

#### ندب
على شفتيَّ من شفتيكِ ندبُ
له في القلبِ ـ لو تدرينَ ـ ما زالتْ 
برغم العمر ساقية ٌ ودربُ
يمرُّ العمرُ...
تَيبسُ أغصُنُ العشّاقِ، سيدتي،
وهذا الندبُ في الشفتين رَطبُ
إذا لدغتهُ حُمّى الكأس في شَرْبٍ
يقومُ لهُ على الكاساتِ نَوّاحٌ ونَـدبُ
كأني ما فتئتُ به 
على كفيكِ شهداً 
من شهيِّ البوح والنجوى أعبُّ
وأنتِ على 
رياش الحلم تستلقين دانيةً
وكفُّك في شغاف القلب تحبو
أتذكرُها شطيرَ الروح ليلتـَنا
بذات الوجدِ كنّا قد تدثرنا بجفن الليل ِ
والنجماتُ فوق الجفن هُدْبُ
تفانينا بتضمامٍ
وليس لنا 
سوى التقبيل والترشافِ ذنبُ
وله أيضاً:

#### قصيدتي
على مشارف الرؤى 
أراود القصيدة /الأنثى عن الذي
يشفـُّهُ قميصُها 
وأحتسى 
بفيض عريها النديْ.... أنايْ
تهشُ لي
تُفتـِّحُ الأبوابَ عن فضائها
وتقتفي خطايْ
تهسُّ لي ورودُها بــ(هيتَ لكْ)
وتستقي ندايْ 
تشتفـُّني
أشتفـُّها
أصير فيها واحدا ً 
وليس في عباءتي سوايْ،
جهاتيَ التي أريدها 
معقودة ٌ 
على جناح نورس ٍ
يطيرُ أينما وكيفما يطيرُ 
ثمَّ يأتوي دمايْ...
ووقتيَ المصلوبُ فوق عقرب ِ 
الأوهام قدْ
أنزلتهُ
حرّرتهُ 
من كلِّ ما عدايْ...
عقدتـُهُ
على جناح نورس ٍ
يدور حسبما يدور كوكبُ 
الأحلام في سمايْ
قصيدتي 
على مشارف الوضوءِ للكلام ِ قدْ تجسّدَتْ  
أنثايَ شهوة ً
ولابستْ
غواية  ً أنايْ
قصيدتي 
بظلِّ سدرة الرؤى... أناىْ
قصيدتي ..أنايْ